# Ministri della giustizia dell'Albania
Il presente elenco raccoglie tutti i nomi dei titolari del ministero della giustizia dell'Albania, dalla costituzione del dicastero nel 1912.

## Lista

### Albania indipendente (1912-1914)
| Ministro                                | Ministro                                | Ministro                                | Partito                                 | Primo Ministro                          | Mandato         | Mandato         |
| Ministro                                | Ministro                                | Ministro                                | Partito                                 | Primo Ministro                          | Inizio          | Fine            |
| Giustizia                               | Giustizia                               | Giustizia                               | Giustizia                               | Giustizia                               | Giustizia       | Giustizia       |
| --------------------------------------- | --------------------------------------- | --------------------------------------- | --------------------------------------- | --------------------------------------- | --------------- | --------------- |
|                                         |                                         | Petro Poga (1860-1944)                  | Indipendente                            | Qemali                                  | 4 dicembre 1912 | 22 gennaio 1914 |
| Commissione Internazionale di Controllo | Commissione Internazionale di Controllo | Commissione Internazionale di Controllo | Commissione Internazionale di Controllo | Commissione Internazionale di Controllo | 22 gennaio 1914 | 14 marzo 1914   |

### Principato d'Albania (1914-1925)
| Ministro                             | Ministro                             | Ministro                             | Partito                              | Primo Ministro                       | Mandato           | Mandato           |
| Ministro                             | Ministro                             | Ministro                             | Partito                              | Primo Ministro                       | Inizio            | Fine              |
| Giustizia e culti                    | Giustizia e culti                    | Giustizia e culti                    | Giustizia e culti                    | Giustizia e culti                    | Giustizia e culti | Giustizia e culti |
| ------------------------------------ | ------------------------------------ | ------------------------------------ | ------------------------------------ | ------------------------------------ | ----------------- | ----------------- |
|                                      |                                      | Myfit Libohova (1876-1927)           | Indipendente                         | Përmeti I                            | 14 marzo 1914     | 28 maggio 1914    |
| Përmeti II                           | 28 maggio 1914                       | Myfit Libohova (1876-1927)           | Indipendente                         | 5 ottobre 1914                       |                   |                   |
| Giustizia                            |                                      |                                      |                                      |                                      |                   |                   |
|                                      |                                      | Sali Toro (1870-1944)                | Indipendente                         | Toptani                              | 5 ottobre 1914    | 27 gennaio 1916   |
| Occupazione austro-ungarica/italiana | Occupazione austro-ungarica/italiana | Occupazione austro-ungarica/italiana | Occupazione austro-ungarica/italiana | Occupazione austro-ungarica/italiana | febbraio 1916     | novembre 1918     |
|                                      |                                      | Petro Poga (1860-1944)               | Indipendente                         | Përmeti III                          | 25 dicembre 1918  | 30 gennaio 1920   |
|                                      |                                      | Kadri Prishtina (1878-1925)          | Indipendente                         | Delvina                              | 30 gennaio 1920   | 15 novembre 1920  |
|                                      |                                      | Xhaferr Ypi (1880-1940)              | Indipendente                         | Vrioni I                             | 15 novembre 1920  | 11 luglio 1921    |
|                                      |                                      | Dhimitër Kacimbra (1875-1950)        | Partito Popolare Nazionale           | Vrioni II                            | 11 luglio 1921    | 16 ottobre 1921   |
|                                      |                                      | Koço Tasi (1889-1966)                | Partito Progressista                 | Evangjeli I                          | 16 ottobre 1921   | 6 dicembre 1921   |
|                                      |                                      | Kadri Prishtina (1878-1925)          | Indipendente                         | Koculi                               | 6 dicembre 1921   | 6 dicembre 1921   |
| Prishtina                            | 7 dicembre 1921                      | Kadri Prishtina (1878-1925)          | Indipendente                         | 12 dicembre 1921                     |                   |                   |
|                                      |                                      | Qerim Çelo (1876-1959)               | Partito Progressista                 | Kosturi                              | 12 dicembre 1921  | 24 dicembre 1921  |
|                                      |                                      | Hysen Vrioni (1881-1944)             | Partito Progressista                 | Ypi                                  | 24 dicembre 1921  | 2 dicembre 1922   |
| Zogu I                               | 2 dicembre 1922                      | Hysen Vrioni (1881-1944)             | Partito Progressista                 | 12 maggio 1923                       |                   |                   |
| Zogu I                               |                                      |                                      | Milto Tutulani (1897-1933)           | Partito Popolare Nazionale           | 12 maggio 1923    | 3 marzo 1924      |
|                                      |                                      | Myfit Libohova (1876-1927)           | Partito Progressista                 | Vërlaci I                            | 3 marzo 1924      | 30 maggio 1924    |
|                                      |                                      | Benedikt Blinishti (1894-1966)       | Indipendente                         | Vrioni III                           | 30 maggio 1924    | 16 giugno 1924    |
|                                      |                                      | Stavro Vinjau (1893-1975)            | Indipendente                         | Noli                                 | 16 giugno 1924    | 6 gennaio 1925    |

### Repubblica albanese (1925-1928)
| Ministro  | Ministro  | Ministro                              | Partito                    | Primo Ministro               | Mandato           | Mandato           |
| Ministro  | Ministro  | Ministro                              | Partito                    | Primo Ministro               | Inizio            | Fine              |
| Giustizia | Giustizia | Giustizia                             | Giustizia                  | Giustizia                    | Giustizia         | Giustizia         |
| --------- | --------- | ------------------------------------- | -------------------------- | ---------------------------- | ----------------- | ----------------- |
|           |           | Myfit Libohova (1876-1927)            | Partito Progressista       | Zogu II                      | 6 gennaio 1925    | 1º febbraio 1925  |
|           |           | Petro Poga (1860-1944)                | Partito Progressista       | Primo governo repubblicano   | 1º febbraio 1925  | 28 settembre 1925 |
|           |           | Milto Tutulani (1897-1933)            | Partito Popolare Nazionale | Secondo governo repubblicano | 28 settembre 1925 | 30 luglio 1926    |
|           |           | Josif Kedhi (1879-1944)               | Indipendente               | Secondo governo repubblicano | 30 luglio 1926    | 12 febbraio 1927  |
|           |           | Petro Poga (1860-1944)                | Partito Progressista       | Terzo governo repubblicano   | 12 febbraio 1927  | 24 ottobre 1927   |
|           |           | Ilias Vrioni (ad interim) (1882-1932) | Partito Progressista       | Quarto governo repubblicano  | 24 ottobre 1927   | 11 maggio 1928    |
|           |           | Hiqmet Delvina (1888-1957)            | Indipendente               | Quinto governo repubblicano  | 11 maggio 1928    | 1º settembre 1928 |

### Regno d'Albania (1928-1939)
| Ministro  | Ministro  | Ministro                                | Partito      | Primo Ministro | Mandato          | Mandato         |
| Ministro  | Ministro  | Ministro                                | Partito      | Primo Ministro | Inizio           | Fine            |
| Giustizia | Giustizia | Giustizia                               | Giustizia    | Giustizia      | Giustizia        | Giustizia       |
| --------- | --------- | --------------------------------------- | ------------ | -------------- | ---------------- | --------------- |
|           |           | Hiqmet Delvina (1888-1957)              | Indipendente | Kota I         | 5 settembre 1928 | 6 marzo 1930    |
|           |           | Vasil Avrami (1890-1962)                | Indipendente | Evangjeli II   | 6 marzo 1930     | 20 aprile 1931  |
|           |           | Milto Tutulani (1897-1933)              | Indipendente | Evangjeli III  | 20 aprile 1931   | 17 gennaio 1933 |
|           |           | Vasil Avrami (1890-1962)                | Indipendente | Evangjeli IV   | 17 gennaio 1933  | 21 ottobre 1935 |
|           |           | Mehdi Frashëri (ad interim) (1872-1963) | Indipendente | Frashëri       | 21 ottobre 1935  | 9 novembre 1936 |
|           |           | Thoma Orollogaj (1888-1947)             | Indipendente | Kota II        | 9 novembre 1936  | 12 aprile 1938  |
| vacante   | vacante   | vacante                                 | vacante      | Kota II        | 12 aprile 1938   | 31 maggio 1938  |
|           |           | Faik Shatku (1889-1946)                 | Indipendente | Kota II        | 31 maggio 1938   | 7 aprile 1939   |

### Protettorato Italiano del Regno d'Albania (1939-1943)
| Ministro                                    | Ministro                                    | Ministro                                    | Partito                                     | Primo Ministro                              | Mandato                                     | Mandato                                     |
| Ministro                                    | Ministro                                    | Ministro                                    | Partito                                     | Primo Ministro                              | Inizio                                      | Fine                                        |
| Ministro Segretario di Stato alla giustizia | Ministro Segretario di Stato alla giustizia | Ministro Segretario di Stato alla giustizia | Ministro Segretario di Stato alla giustizia | Ministro Segretario di Stato alla giustizia | Ministro Segretario di Stato alla giustizia | Ministro Segretario di Stato alla giustizia |
| ------------------------------------------- | ------------------------------------------- | ------------------------------------------- | ------------------------------------------- | ------------------------------------------- | ------------------------------------------- | ------------------------------------------- |
|                                             |                                             | Xhaferr Ypi (1880-1940)                     | Indipendente                                | Vërlaci II                                  | 21 aprile 1939                              | 3 dicembre 1941                             |
|                                             |                                             | Hasan Dosti (1895-1991)                     | Indipendente                                | Merlika Kruja                               | 3 dicembre 1941                             | 18 gennaio 1943                             |
|                                             |                                             | Anton Kosmaçi (1894/98-1971)                | Indipendente                                | Libohova I                                  | 18 gennaio 1943                             | 12 febbraio 1943                            |
|                                             |                                             | Javer Hurshiti (ad interim) (1883-1945)     | Indipendente                                | Bushati                                     | 12 febbraio 1943                            | 11 maggio 1943                              |
|                                             |                                             | Anton Kosmaçi (1894/98-1971)                | Indipendente                                | Libohova II                                 | 11 maggio 1943                              | 10 settembre 1943                           |
| Comitato amministrativo provvisorio         | Comitato amministrativo provvisorio         | Comitato amministrativo provvisorio         | Comitato amministrativo provvisorio         | Comitato amministrativo provvisorio         | 14 settembre 1943                           | 4 novembre 1943                             |

### Occupazione tedesca del Regno d'Albania (1943-1944)
| Ministro  | Ministro  | Ministro                             | Partito      | Primo Ministro | Mandato          | Mandato         |
| Ministro  | Ministro  | Ministro                             | Partito      | Primo Ministro | Inizio           | Fine            |
| Giustizia | Giustizia | Giustizia                            | Giustizia    | Giustizia      | Giustizia        | Giustizia       |
| --------- | --------- | ------------------------------------ | ------------ | -------------- | ---------------- | --------------- |
|           |           | Rrok Kolaj (1897-1950)               | Indipendente | Mitrovica      | 5 novembre 1943  | 16 giugno 1944  |
|           |           | Eqrem Vlora (ad interim) (1885-1964) | Indipendente | Dine           | 18 luglio 1944   | 28 agosto 1944  |
|           |           | Rrok Kolaj (1897-1950)               | Indipendente | Biçakçiu       | 6 settembre 1944 | 25 ottobre 1944 |

### Repubblica Popolare Socialista d'Albania (1944-1991)
| Ministro                        | Ministro         | Ministro                 | Partito                                                                          | Primo Ministro               | Mandato          | Mandato          |
| Ministro                        | Ministro         | Ministro                 | Partito                                                                          | Primo Ministro               | Inizio           | Fine             |
| Giustizia                       | Giustizia        | Giustizia                | Giustizia                                                                        | Giustizia                    | Giustizia        | Giustizia        |
| ------------------------------- | ---------------- | ------------------------ | -------------------------------------------------------------------------------- | ---------------------------- | ---------------- | ---------------- |
|                                 |                  | Manol Konomi (1910-2002) | Partito Comunista d'Albania (1944-1948) Partito del Lavoro d'Albania (1948-1951) | Hoxha I                      | 23 ottobre 1944  | 22 marzo 1946    |
| Hoxha II                        | 22 marzo 1946    | Manol Konomi (1910-2002) | Partito Comunista d'Albania (1944-1948) Partito del Lavoro d'Albania (1948-1951) | 23 novembre 1948             |                  |                  |
| Hoxha III                       | 23 novembre 1948 | Manol Konomi (1910-2002) | Partito Comunista d'Albania (1944-1948) Partito del Lavoro d'Albania (1948-1951) | 5 luglio 1950                |                  |                  |
| Hoxha IV                        | 5 luglio 1950    | Manol Konomi (1910-2002) | Partito Comunista d'Albania (1944-1948) Partito del Lavoro d'Albania (1948-1951) | 5 marzo 1951                 |                  |                  |
| Hoxha IV                        | vacante          | vacante                  | vacante                                                                          | vacante                      | 5 marzo 1951     | 6 settembre 1951 |
| Hoxha IV                        |                  |                          | Bilbil Klosi (1915-1978)                                                         | Partito del Lavoro d'Albania | 6 settembre 1951 | 1º agosto 1953   |
| Hoxha V                         | 1º agosto 1953   | 19 luglio 1954           | Bilbil Klosi (1915-1978)                                                         | Partito del Lavoro d'Albania |                  |                  |
| Shehu I                         | 19 luglio 1954   | 22 giugno 1958           | Bilbil Klosi (1915-1978)                                                         | Partito del Lavoro d'Albania |                  |                  |
| Shehu II                        | 22 giugno 1958   | 17 luglio 1962           | Bilbil Klosi (1915-1978)                                                         | Partito del Lavoro d'Albania |                  |                  |
| Shehu III                       | 17 luglio 1962   | 14 settembre 1966        | Bilbil Klosi (1915-1978)                                                         | Partito del Lavoro d'Albania |                  |                  |
| Ministero soppresso (1966-1990) |                  |                          |                                                                                  |                              |                  |                  |
|                                 |                  | Enver Halili (?-?)       | Partito del Lavoro d'Albania                                                     | Çarçani III                  | 8 luglio 1990    | 22 febbraio 1991 |
|                                 |                  | Dashamir Kore (1953)     | Partito del Lavoro d'Albania                                                     | Nano I                       | 22 febbraio 1991 | 10 maggio 1991   |

### Repubblica d'Albania (dal 1991)
| Ministro  | Ministro        | Ministro                  | Partito                                 | Primo Ministro                | Mandato           | Mandato           |
| Ministro  | Ministro        | Ministro                  | Partito                                 | Primo Ministro                | Inizio            | Fine              |
| Giustizia | Giustizia       | Giustizia                 | Giustizia                               | Giustizia                     | Giustizia         | Giustizia         |
| --------- | --------------- | ------------------------- | --------------------------------------- | ----------------------------- | ----------------- | ----------------- |
|           |                 | Fatmir Zaloshnja (1947)   | Partito del Lavoro d'Albania            | Nano II                       | 11 maggio 1991    | 11 giugno 1991    |
|           |                 | Shefqet Muçi (1943)       | Partito Socialdemocratico d'Albania     | Bufi                          | 11 giugno 1991    | 18 dicembre 1991  |
|           |                 | Kudret Çela (1945)        | Partito Democratico d'Albania           | Ahmeti                        | 18 dicembre 1991  | 13 aprile 1992    |
| Meksi I   | 13 aprile 1992  | Kudret Çela (1945)        | Partito Democratico d'Albania           | 7 agosto 1993                 |                   |                   |
| Meksi I   |                 |                           | Hektor Frashëri (1929-1999)             | Partito Democratico d'Albania | 7 agosto 1993     | 11 luglio 1996    |
|           |                 | Kristofor Peçi (1946)     | Partito Democratico d'Albania           | Meksi II                      | 11 luglio 1996    | 13 marzo 1997     |
|           |                 | Spartak Ngjela (1948)     | Partito del Movimento per la Legalità   | Fino                          | 13 marzo 1997     | 25 luglio 1997    |
|           |                 | Thimjo Kondi (1948-2020)  | Indipendente                            | Nano III                      | 25 luglio 1997    | 2 ottobre 1998    |
| Majko I   | 2 ottobre 1998  | Thimjo Kondi (1948-2020)  | Indipendente                            | 4 giugno 1999                 |                   |                   |
| Majko I   |                 |                           | Ilir Panda (1962)                       | Partito Socialista d'Albania  | 4 giugno 1999     | 29 ottobre 1999   |
| Meta I    | 29 ottobre 1999 | 8 luglio 2000             | Ilir Panda (1962)                       | Partito Socialista d'Albania  |                   |                   |
| Meta I    |                 |                           | Arben Imami (1958)                      | Partito Alleanza Democratica  | 8 luglio 2000     | 7 settembre 2001  |
|           |                 | Sokol Nako (?)            | Partito Socialista d'Albania            | Meta II                       | 7 settembre 2001  | 22 febbraio 2002  |
|           |                 | Spiro Peçi (1947)         | Indipendente                            | Majko II                      | 22 febbraio 2002  | 27 luglio 2002    |
| Nano IV   | 27 luglio 2002  | Spiro Peçi (1947)         | Indipendente                            | 29 dicembre 2003              |                   |                   |
| Nano IV   |                 |                           | Fatmir Xhafaj (1959)                    | Partito Socialista d'Albania  | 29 dicembre 2003  | 11 settembre 2005 |
|           |                 | Aldo Bumçi (1974)         | Partito Democratico d'Albania           | Berisha I                     | 11 settembre 2005 | 20 marzo 2007     |
|           |                 | Ilir Rusmali (1965)       | Partito Democratico d'Albania           | Berisha I                     | 20 marzo 2007     | 24 novembre 2007  |
|           |                 | Enkelejd Alibeaj (1973)   | Partito Democratico d'Albania           | Berisha I                     | 24 novembre 2007  | 17 settembre 2009 |
|           |                 | Bujar Nishani (1966-2022) | Partito Democratico d'Albania           | Berisha II                    | 17 settembre 2009 | 21 aprile 2011    |
| vacante   | vacante         | vacante                   | vacante                                 | Berisha II                    | 21 aprile 2011    | 21 luglio 2011    |
|           |                 | Eduard Halimi (1972)      | Partito Democratico d'Albania           | Berisha II                    | 21 luglio 2011    | 15 settembre 2013 |
|           |                 | Nasip Naço (1961)         | Movimento Socialista per l'Integrazione | Rama I                        | 15 settembre 2013 | 9 novembre 2015   |
|           |                 | Ylli Manjani (?)          | Movimento Socialista per l'Integrazione | Rama I                        | 13 novembre 2015  | 31 gennaio 2017   |
|           |                 | Petrit Vasili (1958)      | Movimento Socialista per l'Integrazione | Rama I                        | 3 febbraio 2017   | 21 maggio 2017    |
|           |                 | Gazment Bardhi (1986)     | Partito Democratico d'Albania           | Rama I                        | 22 maggio 2017    | 13 settembre 2017 |
|           |                 | Etilda Gjonaj (1981)      | Partito Socialista d'Albania            | Rama II                       | 13 settembre 2017 | 18 settembre 2021 |
|           |                 | Ulsi Manja (1973)         | Partito Socialista d'Albania            | Rama III                      | 18 settembre 2021 | in carica         |

### Bibliografiche
1. ↑   admin, Kryetarët e Qeverisë Shqiptare *, su ShtetiWeb, 24 agosto 2012. URL consultato il 22 febbraio 2025.

### Esplicative
1. ↑  Dal 28 maggio 1914.
2. ↑  Come delegato alla giustizia.
3. ↑  Ricopre anche la carica di Viceministro delle finanze.
4. ↑  Ricopre anche la carica di Ministro dell'istruzione.
5. ↑  Ricopre anche la carica di Ministro delle finanze.
6. 1 2  Ricopre anche la carica di Ministro degli affari esteri.
7. ↑  Ricopre anche la carica di Primo ministro.
8. ↑  Ricopre anche la carica di Ministro della cultura popolare.